# Долинная
Доли́нная (до 1948 года Коджала́р Тата́рский; укр. Долинна, крымскотат. Tatar Qocalar, Татар Къоджалар) — исчезнувшее село в Ленинском районе Республики Крым, располагавшееся на западе района, и Керченского полуострова, на левом берегу реки Самарли, противоположном (к югу) от современного села Королёво.

## История
Первое документальное упоминание села встречается в Камеральном Описании Крыма… 1784 года, судя по которому, в последний период Крымского ханства Бьюк Хожалар входил в Арабатский кадылык Кефинского каймаканства.
После присоединения Крыма к России (8) 19 апреля 1783 года, (8) 19 февраля 1784 года, именным указом Екатерины II сенату, на территории бывшего Крымского Ханства была образована Таврическая область и деревня была приписана к Левкопольскому, а после ликвидации в 1787 году Левкопольского — к Феодосийскому уезду Таврической области. После Павловских реформ, с 1796 по 1802 год, входила в Акмечетский уезд Новороссийской губернии. По новому административному делению, после создания 8 (20) октября 1802 года Таврической губернии, Коджалар был включён в состав Парпачской волости Феодосийского уезда.
По Ведомости о числе селений, названиях оных, в них дворов… состоящих в Феодосийском уезде от 14 октября 1805 года, в деревне Коджалар числилось 12 дворов и 61 житель. На военно-топографической карте генерал-майора Мухина 1817 года деревня Биюк Кочалар обозначена с 19 дворами. После реформы волостного деления 1829 года Блок Кодоколар, согласно «Ведомости о казённых волостях Таврической губернии 1829 года», отнесли к Агерманской волости (переименованной из Парпачской). На карте 1836 года в деревне Биюк-Каджалар 20 дворов, как и на карте 1842 года.
В 1860-х годах, после земской реформы Александра II, деревню приписали к Петровской волости. Согласно «Списку населённых мест Таврической губернии по сведениям 1864 года», составленному по результатам VIII ревизии 1864 года, Биюк-Коджалар — владельческая татарская деревня с 15 дворами, 77 жителями, мечетью и сельской почтовой станцией при колодцах. На трёхверстовой карте Шуберта 1865—1876 года в деревне Биюк-Коджалар обозначено 18 дворов. По «Памятной книге Таврической губернии 1889 года», по результатам Х ревизии 1887 года, в деревнях Биюк-Коджалар, Кучук-Коджалар, Бабык и Чокул вместе числилось 85 дворов и 436 жителей. По «…Памятной книжке Таврической губернии на 1892 год» в безземельной деревне Коджалар, не входившей ни в одно сельское общество, числилось 15 жителей, домохозяйств не имеющих. На верстовой карте Крыма 1896 года, с корректурой 1926 года Биюк-Коджалар не обозначен (только мусульманское кладбище). В Статистическом справочнике Таврической губернии 1915 года Биюк-Коджалар также не записан.
После установления в Крыму Советской власти, по постановлению Крымревкома, 25 декабря 1920 года был образован Керченский (степной) уезд, а, постановлением ревкома № 206 «Об изменении административных границ» от 8 января 1921 года была упразднена волостная система и село вошло в состав Петровского района Керченского уезда, а в 1922 году уезды получили название округов. 11 октября 1923 года, согласно постановлению ВЦИК, в административное деление Крымской АССР были внесены изменения, в результате которых округа были отменены, Петровский район упразднили, влив в Керченский район. Согласно Списку населённых пунктов Крымской АССР по Всесоюзной переписи 17 декабря 1926 года, в селе Коджалар (татарский), Семи-Колодезянского сельсовета Керченского района, числилось 17 дворов, все крестьянские, население составляло 67 человек, все татары. Постановлением ВЦИК «О реорганизации сети районов Крымской АССР» от 30 октября 1930 года (по другим сведениям 15 сентября 1931 года) Керченский район упразднили и село включили в состав Ленинского. На подробной карте РККА Керченского полуострова 1941 года в селе отмечено 20 двора.
В 1944 году, после освобождения Крыма от фашистов, согласно постановлению ГКО № 5859 от 11 мая 1944 года, 18 мая крымские татары были депортированы в Среднюю Азию. С 25 июня 1946 года селение в составе Крымской области РСФСР. Указом Президиума Верховного Совета РСФСР от 18 мая 1948 года, Коджалар татарский переименовали в Долинную. Исключена из учётных данных в 1950 году.

### Динамика численности населения
| - 1805 год — 61 чел. - 1864 год — 77 чел. - 1889 год — 436 чел. | - 1892 год — 15 чел. - 1902 год — 29 чел. - 1926 год — 67 чел. |